# HD 70946
HD 70946，又名CD-37 4638，SAO 199166、HR 3296，是一颗恒星，视星等为6.32，位于銀經256.65，銀緯-0.57，其B1900.0坐标为赤經8h 19m 35.1s，赤緯-37° -0.57′ 49″。